# サントドミンゴ地下鉄
サントドミンゴ地下鉄（Metro Santo Domingo）とは、ドミニカ共和国の首都サントドミンゴ市で運営されている地下鉄である。スペインのマドリード地下鉄の技術協力を得て建設が行われ、2009年1月30日、シャルル・ド・ゴール地区にあるママ・ティンゴ駅からラ・フェリア地区のセントロ・デ・ロス・エロエス駅までを結ぶ1号線（16駅、総延長14.5km）が運行を開始した。2013年4月1日、サントドミンゴ市内西部地区にあるマリア・モンテス駅から市内東部地区のエドゥアルド・ブリトー駅までを結ぶ2号線（14駅、総延長12.85km）が運行を開始した。2026年までを目途に、将来的には6号線までの建設が予定されている。

## 車両

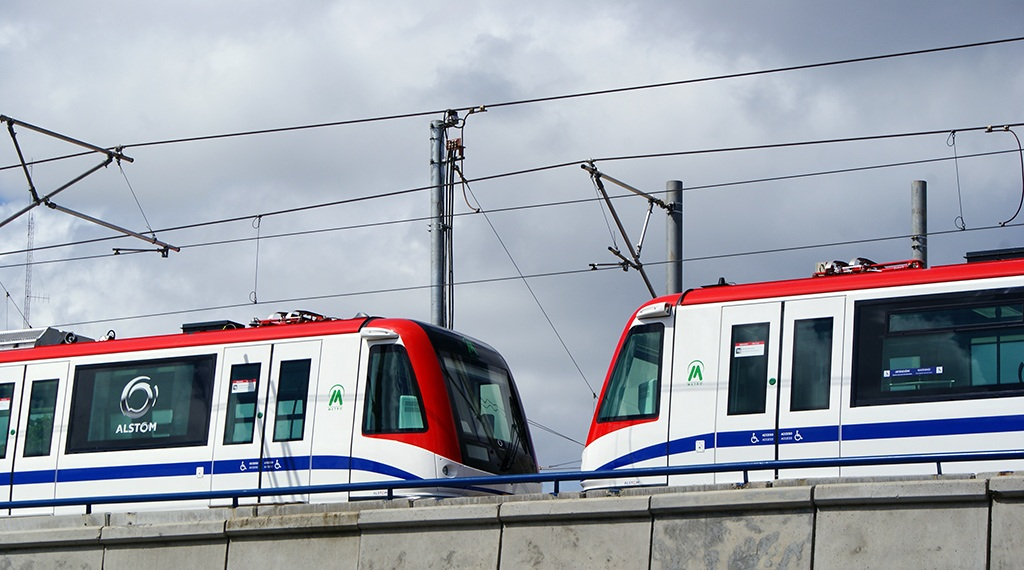
9000シリーズ

アルストム社製メトロポリス9000シリーズ(Metropolis9000)3両編成で構成されている。

## ギャラリー

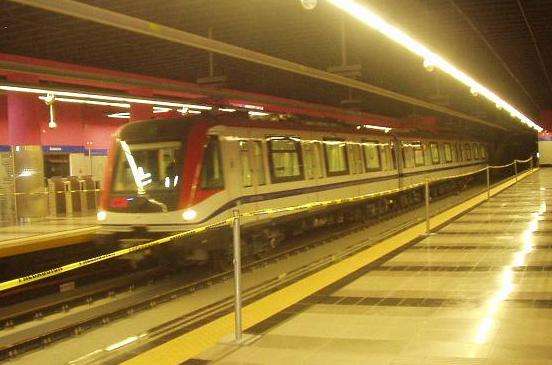
Francisco Alberto Caamaño駅での車両（2008年11月撮影）
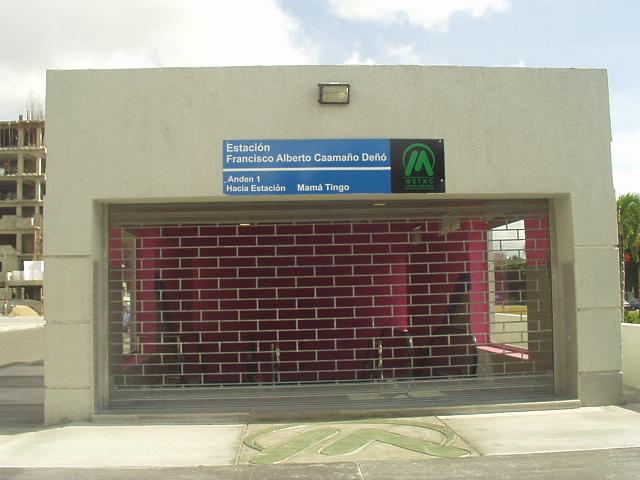
Francisco Alberto Caamaño駅入口（2008年11月撮影）